# Holmer Green
Holmer Green – osada w Anglii, w hrabstwie Buckinghamshire, w dystrykcie (unitary authority) Buckinghamshire. Leży 43 km na północny zachód od centrum Londynu. Miejscowość liczy 4077 mieszkańców.